# Мансано, Маурисио
Хосе Маурисио Мансано Лопес (исп. José Mauricio Manzano López; род. 30 ноября 1943, Сан-Сальвадор) — сальвадорский футболист, защитник.

## Карьера

### Клубная карьера
Во взрослом футболе дебютировал в составе клуба «Атлетико Марте». В 1963 году перешёл в клуб «УЭС», где играл на протяжении пяти сезонов.
В 1969 году стал игроком команды клуба «ФАС», в котором пробыл два сезона. Завершил карьеру футболиста в 1972 году в клубе «УЭС».
После завершения карьеры начал работать футбольным тренером.

### Карьера в сборной
В составе национальной сборной Сальвадора играл на чемпионате мира 1970 года в Мексике. На турнире принял участие в матче против сборной Бельгии, где получил травму и в последующих матчах на поле больше не выходил.